# Bloemendaal (Gouda)
Bloemendaal is een woonwijk in het noordwesten van Gouda, in de Nederlandse provincie Zuid-Holland. De wijk wordt begrensd door de A12 in het noorden, de Bloemendaalseweg in het oosten en de spoorlijn in het zuiden. De wijk bestaat grotendeels uit rijwoningen en galerijflats. De wijk heeft ongeveer 9.750 inwoners (1 januari 2023).

## Geschiedenis
In de jaren 70 van de twintigste eeuw werd in het gedeelte ten zuiden van de Rijksweg A12 een woonwijk van Gouda gebouwd, die genoemd werd naar de gelijknamige polder Bloemendaal. Daarvoor werd gedeeltelijk een gemeentegrenswijziging doorgevoerd ten koste van het grondgebied van Waddinxveen. Door deze nieuwbouwactiviteiten ontstond er een tekort in de gemeentebegroting van Gouda van 100 miljoen, ook wel bekend als "Het Gat van Bloemendaal".
Tijdens de ontwikkeling van het centrumgebied van de wijk Bloemendaal in 1970 bestonden bij de gemeente grootse ideeën van gelaagde bebouwing met woningen boven het winkelcentrum en hoge flats rondom. De ontwerpers waren beïnvloed door ecologische ideeën en baseerden hun plan op de groenzones die de omliggende woonbuurten met het centrum zouden verbinden. Aangetoond kon worden dat voornamelijk laagbouw kon voorzien in de aantallen die waren gepland en in de vier windrichtingen zouden met 4-hoog flatgebouwen, voldoende aantallen woningen worden gerealiseerd. Onder de flatgebouwen konden aanvullende voorzieningen hun plaats vinden. Het eenvoudige plan voorzag in doorlopende voetgangers routes door het centrumgebied en werd in 20 jaar tijd gerealiseerd.
Als onderdeel van de woonwijk kon de 'Bloemendaalseweg' worden geïntegreerd en werden nieuwe maatschappelijke functies voor de oude boerderijen gevonden. Het groen rond de boerderijen werd geïnventariseerd en bleef behouden. Deze weg heette in vroeger eeuwen 'Cleyweg' en werd aangelegd op een kleistrook langs de oostelijke oever van de Gouwe. Deze Kleiweg van de Bloemendaal vormde de ontsluitingsweg tijdens de ontginning vanaf ongeveer de 12e eeuw van het veen aan weerszijden. Deze weg loopt nog steeds tot aan de markt in het centrum van Gouda, maar nu echter onder verschillende namen, t.w. Bloemendaalseweg (het grootste stuk) - Ridder van Catsweg (een deel waar vooral oude grote villa's staan) - Spoorstraat (tevens een tunnel onder de spoorlijn Gouda-Utrecht door) - Kleiweg (een drukke winkelstraat in het centrum; dit is afgeleid van de oude naam Cleyweg) - Hoogstraat.

## Opzet

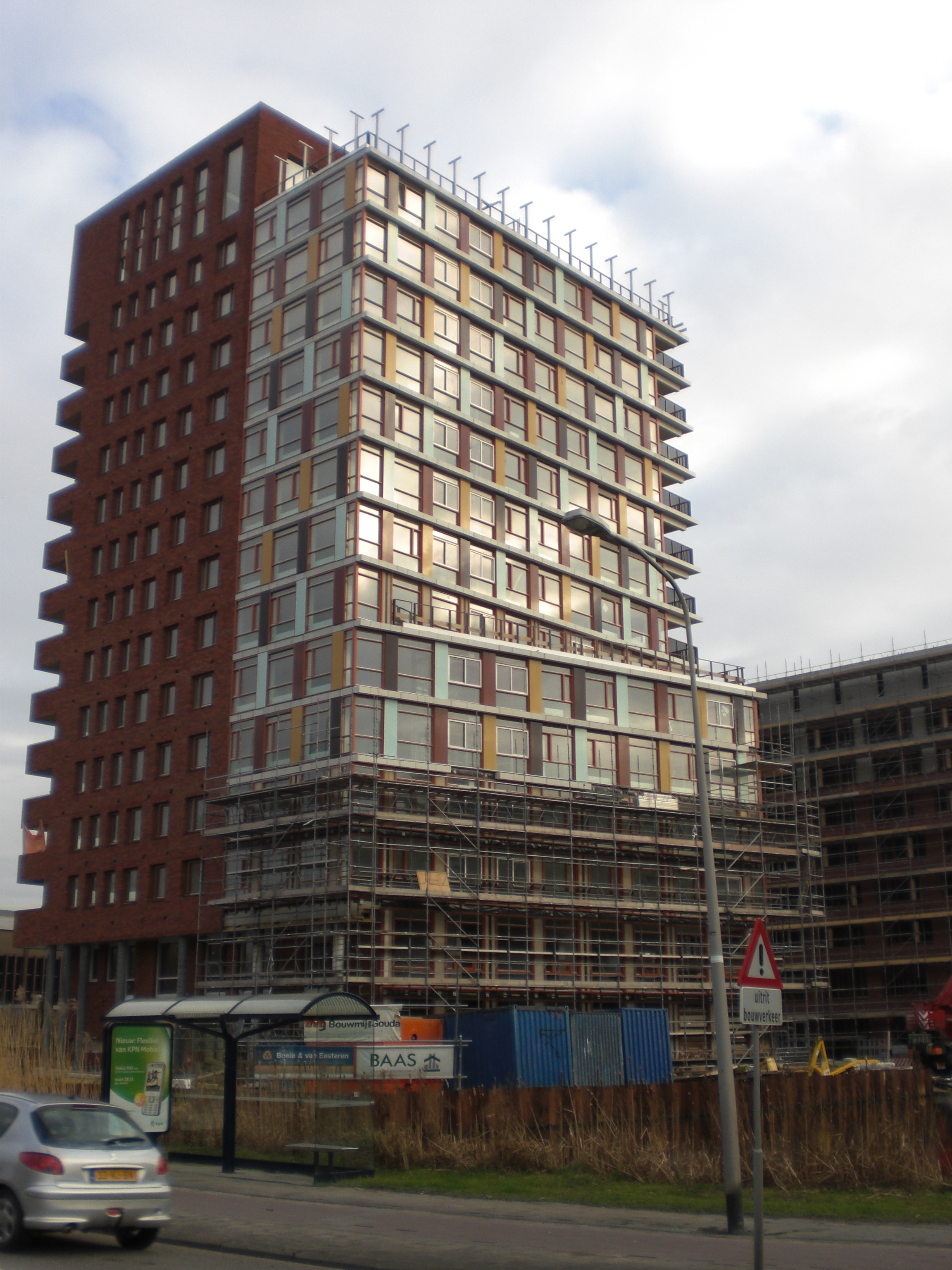
De Ronssetoren (50 meter)

Ruwweg beslaat de wijk Bloemendaal het gehele noordwesten van de stad Gouda en wordt de wijk begrensd door het hoofdstation en de spoorlijnen in het zuiden, de Bloemendaalseweg in het (noord)oosten, de A12 in het noorden en de Gouwe in het westen.
Bloemendaal is op enkele punten kenmerkend voor de stedenbouwkundige denkbeelden uit de bouwperiode, die een overgang vormden tussen de nieuwe zakelijkheid en nieuwe woonvormen. Voorbeelden daarvan zijn de in zijn oorspronkelijke staat behouden, landelijk ogende Bloemendaalseweg; de inrichting van woonerven; de als belangrijke, maar goed oversteekbare ontsluitingsweg opgezette Burgemeester van Reenensingel; en de aandacht voor groen in de wijk.
Bloemendaal is opgedeeld in zes buurten: Boerhaavekwartier, Windrooskwartier en Heesterbuurt, Groenhovenkwartier, Bloemendaalseweg, de Goudse Poort en de Gaardenbuurt. Verreweg de grootste buurt naar oppervlakte is de Goudse Poort, een industrieterrein in het uiterste westen van Bloemendaal. Naast dit industrieterrein ligt ook het Groene Hart Ziekenhuis in de wijk, evenals het sportcomplex Groenhovenpark met het Groenhovenbad.
De stedenbouwkundige en architect,  Wim van Es (1935-2016) was verantwoordelijk voor de ontwikkeling van de wijken Bloemendaal en Plaswijck. Hij kwam in 1960 in dienst van de gemeente Gouda en bleef daar vier jaar werkzaam. In 1973 vertrok hij naar Rotterdam. Daar kreeg hij in 2002 voor zijn verdienste voor de stad Rotterdam de Laurenspenning.

## Buurten in Bloemendaal
Bloemendaal is onderverdeeld in 7 buurten:
- Boerhaavekwartier,
- Windrooskwartier,
- Heesterbuurt,
- Groenhovenkwartier,
- Bloemendaalseweg,
- Goudse Poort en
- Gaardenbuurt.[3]